# Nguyên Thánh Thiên Cảm Hoàng hậu
Nguyên Thánh Thiên Cảm hoàng hậu (chữ Hán: 元聖天感皇后, ? - tháng 1, 1287), tên Thiều (韶), là Hoàng hậu của Trần Thánh Tông, mẹ ruột của Trần Nhân Tông.

## Tiểu sử
Nguyên Thánh hoàng hậu xuất thân rất cao quý, cha là Khâm Minh đại vương Trần Liễu, con trưởng của Thái Tổ Chí Hiếu hoàng đế Trần Thừa, anh ruột của Trần Thái Tông. Bà gọi Thái Tông hoàng đế bằng chú, Thái thượng hoàng Trần Thừa bằng ông nội. Mẹ bà không được ghi chép lại, có lẽ là Thiện Đạo quốc mẫu, húy là Nguyệt, Kế thất của An Sinh vương.
Bà có các anh là Tuệ Trung Thượng sĩ Trần Tung, Vũ Thành vương Trần Doãn, Hưng Đạo vương Trần Quốc Tuấn và Tĩnh Quốc vương Trần Quốc Khang, đều là những tên tuổi ảnh hưởng lớn trong hoàng tộc. Ngoài ra, theo ghi nhận thì bà là con gái thứ năm của Khâm Minh đại vương, nên trước đó bà còn 4 người chị nữa, nhưng hiện không rõ được danh tính.
Năm 1237, do sự sắp xếp của Trần Thủ Độ, vua Trần Thái Tông bị buộc phải phế Chiêu Thánh hoàng hậu với lý do không con mà rước vợ cả của Trần Liễu là công chúa Thuận Thiên về làm hoàng hậu. Vì bất bình mà Trần Liễu đã nổi loạn ở sông Cái. Sau đầu hàng và bị giáng chức, biếm ra Yên Sinh. Không rõ Trần Thị Thiều có đi theo cha ra đất Yên Sinh hay vẫn ở kinh thành.
Năm Nguyên Phong thứ 8 (1258), tháng 2, Thái tử Trần Hoảng lên kế vị, sử gọi Trần Thánh Tông. Tháng 8 năm ấy, bà được sách phong làm Thiên Cảm phu nhân (天感夫人), rồi không lâu sau thì chính thức phong làm Hoàng hậu. Ngày 11 tháng 11 năm ấy, Hoàng hậu sinh ra Hoàng trưởng tử Trần Khâm, tức Nhân Tông hoàng đế. Như vậy, bà đã gặp gỡ và được Thánh Tông sủng hạnh ít nhất khoảng đầu năm đó, ngay khoảng thời gian Thánh Tông kế vị hoặc sớm hơn nữa.
Năm Bảo Phù thứ 6 (1278), mùa đông, Thánh Tông nhường ngôi cho thái tử Khâm, tức hoàng đế Nhân Tông. Nhân Tông tôn vua cha làm Thái thượng hoàng, tôn mẹ làm Nguyên Thánh Thiên Cảm Hoàng thái hậu (元聖天感皇太后).
Năm Đinh Hợi, Trùng Hưng năm thứ 3 (1287), vào tháng 1, Hoàng thái hậu băng, không rõ bao nhiêu tuổi. Về sau Trần Anh Tông lên ngôi, ban tên húy kị của các Hoàng hậu, bà được gọi húy là Hâm (歆).